# Maggula, Virajpet
Maggula là một làng thuộc tehsil Virajpet, huyện Kodagu, bang Karnataka, Ấn Độ.